# N446 (België)
De N446 is een gewestweg in België tussen Grembergen (N470) en Sinaai (N70).
De weg heeft een lengte van ongeveer 9,5 kilometer. De gehele weg bestaat uit twee rijstroken voor beide rijrichtingen samen.

## Plaatsen langs de N446
- Grembergen
- Zogge
- Waasmunster
- Sinaai